# Барруалли

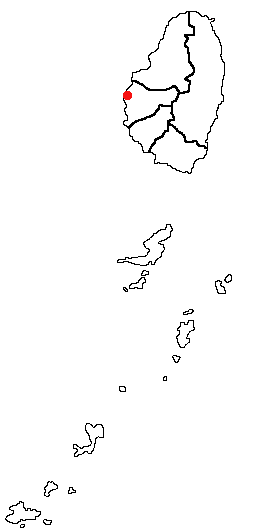
Местоположение города

Барруалли (фр. Barrouallie) — город на острове Сент-Винсент. Является вторым по величине городом в Сент-Винсенте и Гренадинах, административным центром округа Сент-Патрик.
Основан французскими колонистами в 1719, стал первой европейской колонией Сент-Винсента. Некоторое время был столицей Сент-Винсента и Гренадин. Вместе с островом неоднократно переходил от французов к британцам и обратно. Перед обретением независимости находился в британском управлении.